# 大成村 (愛知県)

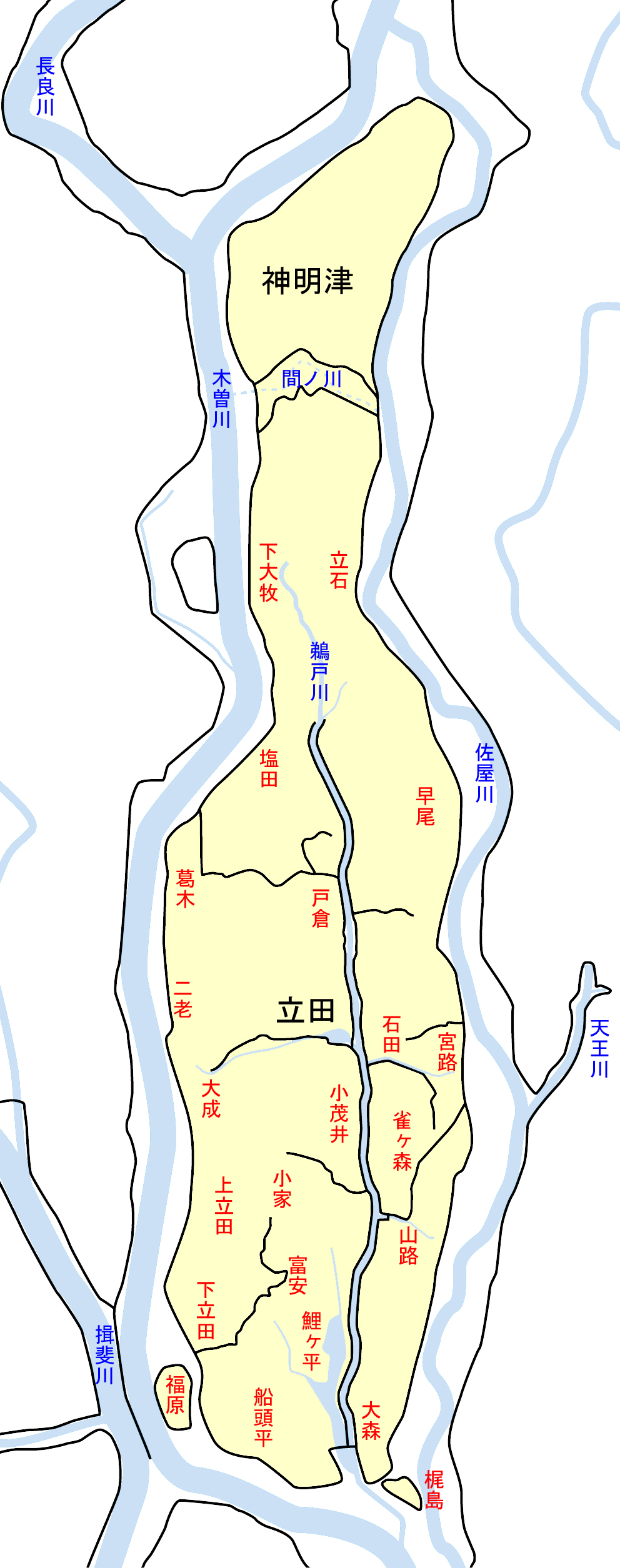
立田輪中の構造と周辺の河川の様子（赤字は主な村・集落）

大成村（おおなりむら）または内大成村（うちおおなりむら）は、愛知県海西郡にかつてあった村。本項目では西側にあった外大成村（そとおおなりむら）についても併せて扱う。

## 歴史
「大成」の名前が史料に最初に登場するのは荘園の「大成荘」で、1106年（嘉承元年）8月14日の堀河天皇の宣旨案の中に「東寺末寺伊勢国多度神宮寺所領尾張国大成庄」の記載がある。大成荘は大成郷・韮尾郷・塩田郷などで構成され、後に成立する立田輪中のうち雀ケ森以北のほとんどの範囲が含まれていた。大成荘は長らく東寺の支配下にあったが、1385年（至徳2年）頃以降に東寺の支配から離れていく。
江戸時代までに海西郡の「大成村」が成立する。江戸時代初期に大成村の西側が開墾されて「外大成村」が成立すると、それに伴って大成村は「内大成村」と改称する。明治となり1878年（明治11年）12月20日に内大成村・外大成村・田尻村・北条村が合併して「三ツ和村」になると、内大成・外大成は三ツ和村の大字となる。さらに1889年（明治22年）には三ツ和村・立田村・福原新田村が合併したことで、内大成・外大成は「立和村大字三和」の小字となる。
1897年（明治30年）に木曽三川分流工事による河川改修で新木曽川河道とするために外大成が開削されると、内大成は単に「大成」へと改称される。1906年（明治39年）に立和村・ 早尾村・川治村などが合併して立田村が発足した際に、区画整理が行われて大成は「中ノ割」と改められたため地名としては現存していない。